# راؤول خورخي
راؤول خورخي هو لاعب كرة قدم برتغالي، (ولد في البرتغال 1903  م). شارك مع منتخب البرتغال لكرة القدم. أما مع النوادي، فقد لعب مع نادي بايرنسيه.

## وصلات خارجية
- راؤول خورخي على موقع عالم كرة القدم.نت (الإنجليزية)